# 上田有沢
上田 有沢（うえだ ありさわ、嘉永3年2月14日（1850年3月27日） - 大正10年（1921年）11月30日）は、日本の武士（徳島藩士）、陸軍軍人。朝鮮駐剳軍司令官・台湾守備軍や近衛・第5・第7師団長を歴任する。最終階級は陸軍大将。栄典は従二位勲一等功二級男爵。

## 経歴
徳島藩士上田吉之丞の次男として生まれる。藩校にて頭角を現し、藩主蜂須賀斉裕の選抜を受けて二等格・300石に列せられた。戊辰戦争を経て、明治2年（1869年）2月、第6番大隊司令、明治2年8月、銃士3番大隊司令。
明治4年（1871年）、高松に大阪鎮台第2分営が設置されると徳島兵隊長として入営し、11月陸軍大尉心得に任官される。翌年4月、歩兵大尉に進み、1873年（明治6年）10月、歩兵第16大隊第2中隊附、1875年（明治8年）5月、歩兵第12連隊附と移り、1876年（明治9年）7月に就任した歩兵第11連隊第2大隊第3中隊長の後西南戦争に出征する。西南戦争では第2旅団に属し、戦後、参謀本部管西局員となる。
1881年（明治14年）、仙台鎮台歩兵第4連隊第2大隊長に移り、1884年（明治17年）3月には熊本鎮台の参謀に就任する。1889年（明治22年）11月、歩兵中佐に進級し第3師団参謀に就任する。1891年（明治24年）6月10日、歩兵第22連隊長に就任し、1893年（明治26年）11月1日、歩兵大佐に進む。1894年（明治27年）6月6日、野津道貫中将が師団長の第5師団参謀長に就任し、この時日清戦争に出征する。同11月には師団長が奥保鞏中将に交替となる。
日清戦争の戦功により功四級金鵄勲章を受章し、1896年（明治29年）10月15日、西部都督部参謀長に移った上田は、1897年（明治30年）9月28日、陸軍少将に進み、1898年（明治31年）10月1日には陸軍大学校長に就任する。1901年（明治34年）2月18日、歩兵第22旅団長の後、1902年（明治35年）5月5日、陸軍中将に進み教育総監部参謀長に就任する。この総監部参謀長とは後に本部長と改称される事となるが、教育総監部の実務を取仕切る要職で総監の直属ポストであった。
1904年（明治37年）3月17日にはかつて参謀長として在籍した第5師団に師団長として赴任する。上田が師団長の時に第5師団は日露戦争に出征し、遼陽会戦・沙河会戦に参加する。同年11月2日、台湾守備軍司令官に就任し、1906年（明治39年）4月1日、日露戦争の戦功により勲一等旭日大綬章及び功二級金鵄勲章を賜る。
1906年7月6日、北海道守備の第7師団長に就任し、1907年（明治40年）9月21日、歴戦の功により男爵の爵位を授かり華族に列せられる。1908年（明治41年）12月21日、大島久直中将の後を受け近衛師団長に就任し、1911年（明治44年）8月18日には朝鮮駐剳軍司令官に親補される。1912年（明治45年）2月14日、陸軍大将進級と共に後備役編入となる。1917年（大正6年）4月1日に退役し、1921年（大正10年）11月死去。

## 年譜

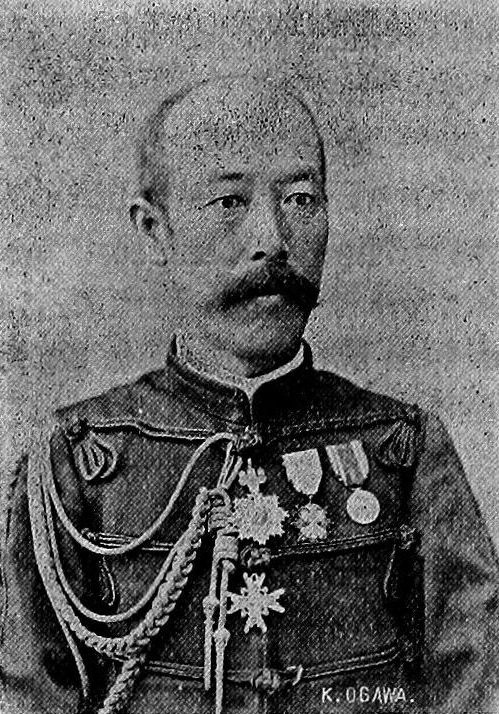
第5師団参謀長（大佐）時代

- 1871年（明治4年）11月 - 大尉心得
- 1873年（明治5年）4月10日 - 大尉
- 1873年（明治6年）10月 - 歩兵第16大隊第2中隊附
- 1875年（明治8年）5月 - 歩兵第12連隊附
- 1876年（明治9年）7月 - 歩兵第11連隊第2大隊第3中隊長
- 1881年（明治14年）9月29日 - 少佐、仙台鎮台歩兵第4連隊第2大隊長
- 1884年（明治17年）3月 - 熊本鎮台参謀
- 1889年（明治22年）11月2日 - 中佐、第3師団参謀
- 1891年（明治24年）6月10日 - 歩兵第22連隊長
- 1893年（明治26年）11月1日 - 大佐
- 1894年（明治27年）6月6日 - 第5師団参謀長
- 1897年（明治30年）9月28日 - 陸軍少将
- 1898年（明治31年）10月1日 - 陸軍大学校長
- 1901年（明治34年）2月18日 - 歩兵第22旅団長、
- 1902年（明治35年）5月5日 - 陸軍中将・教育総監部参謀長
- 1904年（明治37年）3月17日 - 第5師団長
- 1904年（明治37年）11月2日 - 台湾守備軍司令官
- 1906年（明治39年）7月6日 - 第7師団長
- 1907年（明治40年）9月21日 - 男爵
- 1908年（明治41年）12月21日 - 近衛師団長
- 1911年（明治44年）8月18日 - 朝鮮駐剳軍司令官
- 1912年（明治45年）2月14日 - 陸軍大将、後備役[4]
- 1917年（大正6年）4月1日 - 退役

## 栄典
位階
- 1891年（明治24年）12月28日 - 正六位[5]
- 1893年（明治26年）12月16日 - 従五位[6]
- 1897年（明治30年）10月30日 - 正五位[7]
- 1902年（明治35年）6月30日 - 従四位[8]
- 1904年（明治37年）7月15日 - 正四位[9]
- 1907年（明治40年）8月10日 - 従三位[10]
- 1912年（明治45年）3月1日 - 正三位 [11]
- 1921年（大正10年）11月30日 - 従二位 [12]

勲章等
- 1884年（明治17年）11月13日 - 勲四等旭日小綬章[13]
- 1894年（明治27年）5月29日 - 勲三等瑞宝章[14]
- 1895年（明治28年）
  - 10月18日 - 功四級金鵄勲章・旭日中綬章[15]
  - 11月18日 - 明治二十七八年従軍記章[16]
- 1902年（明治35年）11月29日 - 勲二等瑞宝章[17]
- 1906年（明治39年）4月1日 - 功二級金鵄勲章・勲一等旭日大綬章・明治三十七八年従軍記章[18]
- 1907年（明治40年）9月21日 - 男爵[19]
- 1915年（大正4年）11月10日 - 大礼記念章[20]

## 親族
- 養嗣子 上田兵吉 陸軍士官学校を2期で卒業し陸軍少将に昇る。